# Hémorragie du post-partum
Pour les articles homonymes, voir HPP.
 Mise en garde médicale
Les hémorragies du post-partum (HPP) se divisent en HPP précoce (ou hémorragie de la délivrance) survenant lors des 24 premières heures, et HPP tardive. La très grande majorité des HPP sont des HPP précoces.
Une hémorragie de la délivrance est définie par l'OMS comme une hémorragie d'origine utérine, survenant dans les 24 heures suivant l'accouchement, et responsable d'une perte sanguine estimée à au moins 500 millilitres. C'est une complication redoutable de l'accouchement qui concerne 5 % des femmes et est la première cause de mortalité maternelle liée à la grossesse en France et dans le monde.

## Description générale
L'hémorragie du post-partum est définie par une perte sanguine de plus de 500 ml lorsque l'accouchement se fait par voie naturelle, et de plus de 1 000 ml lorsqu'il se fait par césarienne. Cette quantification est très souvent approximative et visuelle, subjective sans qu'il soit prouvé que cela soit délétère.
La surveillance du saignement après l’accouchement par la sage-femme est fondamentale.
Dès l'expulsion, la sage-femme met un sachet destiné à recueillir le saignement. D'une façon générale, les pertes sanguines sont sous évaluées en l'absence de sachet entraînant un  retard de la prise en charge des hémorragies. Un volume de saignement supérieur à 500 ml doit déclencher un protocole par l'équipe obstétricale responsable de l'accouchement. Tout retard de prise en charge ou de non respect du protocole peut aboutir à l’apparition de trouble important de la coagulation et/ou d'une hypovolémie avec possible arrêt cardiaque.

## Physiopathologie
L'expulsion du placenta au cours de la délivrance est une étape obligatoire pour assurer une bonne rétraction de l'utérus. Cette rétraction utérine collabe mécaniquement les petites artères intramyométriales qui alimentaient le placenta. Cette hémostase mécanique est connue sous le nom de ligature vivante de Pinard.
La délivrance physiologique doit respecter quatre points :
- délivrance complète du placenta et de ses membranes ;
- utérus vide ;
- rétraction utérine satisfaisante ;
- absence de troubles de la coagulation.

## Causes

### Atonie utérine
Elle constitue 70 % des hémorragies du post-partum.
Un utérus atone est un utérus qui ne se rétracte pas bien après l'accouchement :  à la palpation abdominale, on retrouve un gros utérus mou au lieu d'un globe utérin ferme. L'atonie entraîne une mauvaise hémostase mécanique et un saignement prolongé des vaisseaux utérins. Elle peut être causée par un travail trop prolongé ayant épuisé le myomètre (ou au contraire un travail très rapide), une distension utérine pendant la grossesse (grossesse multiple, hydramnios, macrosomie, volumineux fibromes), un nombre de grossesse élevé (multiparité), l'âge maternel avancé, une anesthésie profonde par halogénés.

### Lésions utérines et vaginales
Elles constituent 20 % des hémorragies du post-partum.
Les saignements provenant des lésions des parties molles (vagin et col de l'utérus) peuvent perturber le diagnostic de l'hémorragie du post-partum. Il convient donc de vérifier devant tout saignement anormal l'absence de lésions à l'aide d'un examen sous valves et le cas échéant de procéder à la suture des lésions.

### Causes placentaires
La rétention placentaire constitue 10 % des hémorragies du post-partum.
L'utérus ne peut se rétracter s’il n'est pas totalement vide. C'est le cas lorsque la délivrance naturelle ne s'est pas faite, ou lorsque la délivrance est incomplète (présence de fragments de placenta ou de membranes dans l'utérus malgré la délivrance). Celle-ci est diagnostiquée par l'examen systématique du délivre par la sage-femme ou l'obstétricien à la recherche d'un cotylédon manquant ou de membranes non intègres. Au moindre doute, on effectue une révision utérine (la main est introduite dans l'utérus et l'explore intégralement, sous asepsie stricte et parfois anesthésie générale s'il n'existe pas d'analgésie avant la naissance). Elle peut être aidée par une échographie pelvienne.
Si la délivrance ne s'est pas effectuée, on procède à une délivrance artificielle de la même façon que la révision utérine dans le but de décoller manuellement le placenta et de l'extraire de l'utérus.
Certaines anomalies placentaires sont à hauts risques de complication hémorragique : placenta praevia, placenta accreta...

### Troubles de la coagulation
Ils sont dominés par la coagulation intra vasculaire disséminée et la fibrinolyse. Ils peuvent entraîner à eux seuls une hémorragie de la délivrance.

### Facteurs de risque
Il existe une prédisposition génétique.
La présence d'un trouble de la coagulation ou la prise d'un médicament jouant sur la coagulation peut augmenter les saignements.
La prise d'un antidépresseur peu avant l'accouchement peut majorer le risque d'hémorragie du post-partum.
Un accouchement prolongé semble augmenter le risque hémorragique.

## Prise en charge et traitement

### Traitement de première intention
L'hémorragie de la délivrance est une urgence thérapeutique, la rapidité de la mise en place d'un traitement efficace conditionne le pronostic vital. Dans tous les cas, la mise en place de deux voies veineuses doit être faite.
- Si la délivrance est faite, il faut faire une révision utérine à la recherche d'un cotylédon (résidu placentaire) aberrant. Cette révision utérine permet aussi d'enlever les caillots sanguins qui peuvent entraver une bonne rétraction utérine.
- Si la délivrance n'a pas eu lieu, il faut procéder à une délivrance artificielle puis une révision utérine avec ou sans anesthésie[9]. Dans le cas d'une délivrance naturelle, la vérification de l'intégralité du placenta ainsi qu'une révision utérine systématique, toujours sous anesthésie, doit être effectuée.
- Examen de la filière génitale sous valves à la recherche d'une plaie cervicale, vaginale, ou périnéale. Suture de toute plaie, même minime.
- Perfusion d'ocytocine afin de favoriser la rétraction utérine, associée à un massage utérin.
- Mesures de réanimation :
  - pose d'une deuxième voie veineuse de bon calibre ;
  - bilan biologique : hémogramme, bilan d'hémostase, groupe sanguin, groupe Rhésus, RAI ;
  - recherche de signes de mauvaise tolérance hémodynamique pouvant conduire à une transfusion (signes de choc hypovolémique), mise en place d'une surveillance scopique des constantes vitales (pouls, pression artérielle, électrocardiogramme) ;
  - oxygénothérapie nasale, perfusion de macromolécules, colloïdes plasma frais congelé et culot globulaire en cas de trouble de la coagulation.
- Surveillance du saignement, du globe utérin, de la tolérance maternelle.

Un massage utérin peut être fait à titre préventif, permettant, en théorie, de favoriser la contraction utérine. Son efficacité n'est cependant pas démontrée.
D'autres médicaments (ou combinaison de médicaments) que l'ocytocine peuvent être utilisés, comme l'ergométrine avec l'oxytocine, la carbétocine, ou l'association misoprostol-oxytocine.

### En cas d'échec
Après 30 minutes on peut proposer une perfusion de prostaglandines, molécules vasoconstrictrices, ou une injection d'acide tranexamique, permettant une diminution de la perte sanguine et des complications résultantes. Une autre possibililité est l'ulisation de maléate de méthylergonovine.
La recherche d'une anomalie de la coagulation est nécessaire afin de mettre en route un traitement spécifique.
Un tamponnement utérin par ballonnet peut éviter parfois le recours à une chirurgie ou à une radiologie interventionnelle. Il consiste à introduire un ballon dans la cavité utérine et de le gonfler avec un liquide et de le laisser en place une journée, ce qui va comprimer les artérioles et stopper théoriquement l'hémorragie. Son efficacité réelle reste discuté.
Le tamponnement utérin par aspiration à l’aide d’un dispositif spécialisé tel que le JADA, ou l’adaptation d’autres dispositifs comme le ballon de Bakri, la sonde de Foley ou une sonde gastrique reliée à une aspiration, a également été utilisée pour traiter les hémorragies du post-partum réfractaires au traitement médical.

### En dernière intention
Dans les hémorragies cataclysmiques résistantes au traitement, une sanction chirurgicale ou radio-interventionnelle doit être envisagée : ligature chirurgicale des artères utérines (voire ligature des artères hypogastriques), capitonnage utérin consistant en une suture large de l'utérus permettant sa compression, avec, cependant un risque d'adhérence (synéchie) pouvant rendre une grossese ultérieure plus compliquée.
Une embolisation des artères utérines par micro-particules pendant une artériographie peut être proposé dans les centres disposants du matériel et des compétences.
L'hystérectomie d'hémostase (ablation de l'utérus) n'est proposée qu'en ultime intention, lorsque toutes les autres méthodes possibles ont échoué.

### En France
Chaque maternité de France doit élaborer un protocole de prise en charge. Ce protocole doit être discuté avec toute l'équipe médicale. Il prend en compte les disponibilités techniques et les compétences professionnelles du réseau de périnatalité. Le protocole fera l'objet d'un document écrit disponible pour tout le monde et dans toutes les salles d’accouchement. Il sera fortement encouragé d’apprendre par cœur les doses et les modalités thérapeutiques d'administration des différents substances utilisées.
Prise en charge et traitement fondés sur les références de la Haute Autorité de santé de 2004 (HAS).

## Prévention

### Mesures de prévention en cas d'accouchement par césarienne
En cas de césarienne, l’ocytocine (par voie IV ou IM) est l’utérotonique recommandée en prévention de l’HPP. La traction contrôlée du cordon est la méthode recommandée pour l’extraction du placenta.

### Mesures de prévention en cas d'accouchement par voie basse

#### Mesures de prévention en France
Mesures de prévention, selon le Collège national des gynécologues et obstétriciens français :
- délivrance dirigée par injection intraveineuse d'ocytocique soit au dégagement de l'épaule antérieure de l'enfant, soit après l'expulsion du placenta (5 voire 10 UI selon les protocoles) ;
- délivrance artificielle si la délivrance n'a pas eu lieu 30 minutes après l'accouchement ;
- vérification de l'intégrité du placenta et des membranes.

#### Mesures de prévention dans les pays à ressources limitées
- Dans les milieux où l’ocytocine n’est pas disponible, l’utilisation d’autres utérotoniques injectables (l’ergométrine/la méthylergométrine) ou du misoprostol par voie orale (600 µg) est recommandée[20].

- Dans les milieux où il n’y a pas d’accoucheuse qualifiée ni d’ocytocine, l’administration de misoprostol (600 µg par voie orale) par les agents de santé communautaires et le personnel non médical est recommandée en prévention de l’HPP[20].
- Dans les milieux où des accoucheuses qualifiées sont disponibles, la traction contrôlée du cordon est recommandée dans les accouchements par voie basse si le prestataire de soins et la parturiente considèrent une légère réduction de la perte sanguine et de la durée de la délivrance comme importantes[20].
- Dans les milieux ne disposant pas d’accoucheuses qualifiées, la traction contrôlée du cordon n’est pas recommandée[20].

## Statistiques
L'hémorragie du postpartum est en France la principale cause de mortalité maternelle, avec un taux significativement plus élevé que la moyenne européenne.
Sur les 24 femmes décédées en France entre 2010 et 2012 d'une hémorragie de la délivrance, 12 sont des décès évitables c'est-à-dire qu'une meilleure prise en charge aurait pu éviter la mort maternelle.
L'hémorragie se produit dans moins de 3 % des accouchements mais la proportion a tendance à croître. Dans la moitié des hémorragies détectées, c’est « l’atonie utérine (en) » qui serait en cause. La principale technique de prévention consiste donc à administrer à la mère de l'ocytocine artificielle (ou du misoprostol) après la naissance du bébé, dans la mesure où elle n'est plus en mesure de produire spontanément assez d'ocytocine pour relancer les contractions de l'utérus. Quelques études épidémiologiques ont montré que le déclenchement du travail (amniotomie/ocytocines) et l'utilisation de forceps constituaient des facteurs de risque pour l'hémorragie du postpartum, mais la plupart des travaux n'ont pas inclus la mesure de ces variables à leur protocole expérimental.

## Complications à long terme
Une hypovolémie, si elle dure trop longtemps, peut entraîner une nécrose de la glande hypophysaire qui apparaît plusieurs mois après, c'est le syndrome de Sheehan.